# Justin-Noël Kalumba
Justin-Noël Kalumba Mwanga Ngongo (* 25. Dezember 2004 in Roubaix) ist ein französisch-kongolesischer Fußballspieler, der beim SCO Angers in der Ligue 1 spielt.

## Karriere

### Verein
Kalumba begann seine fußballerische Ausbildung beim OSC Lille im Jahr 2017. Dort spielte er in der Jugend und wechselte Anfang September 2022 zum SCO Angers. Hier spielte er zunächst in der Jugend und ab Januar 2023 auch im viertklassigen Zweitteam. Am 2. April stand der Flügelspieler das erste Mal in der Ligue 1 für das Profiteam auf dem Platz, als er bei einem 1:1-Unentschieden gegen den OGC Nizza als linker Außenverteidiger in der Startelf stand.

### Nationalmannschaft
Im Januar 2021 wurde Kalumba bereits im Alter von 16 Jahren in die U19-Nationalmannschaft Frankreichs berufen, kam jedoch nicht zum Einsatz.